# Erythrotriorchis
Erythrotriorchis Sharpe, 1875 è un genere di uccelli rapaci della famiglia degli Accipitridi.

## Tassonomia
Il genere comprende le seguenti specie:
- Erythrotriorchis buergersi (Reichenow, 1914) - astore di Buergers
- Erythrotriorchis radiatus (Latham, 1802) - astore rosso